# Inga glomeriflora
Inga glomeriflora är en ärtväxtart som beskrevs av Adolpho Ducke. Inga glomeriflora ingår i släktet Inga och familjen ärtväxter. Inga underarter finns listade i Catalogue of Life.